# Gotfryd Bendziułła
Gotfryd Bendziułła (Bendzulla) Gotfryd (ur. 1817 – zmarł po 1892 r.) - poeta mazurski, bibliotekarz. Gospodarował na roli w Liwie koło Ostródy. Autor licznych wierszy i korespondencji dla wydawanych przez Marcina Gierszai J. K. Sembrzyckiego, periodyków w których m.in. piętnował akcję germanizacyjną. Propagator czytelnictwa; w 1833 założył i prowadził w Liwie bibliotekę Towarzystwa Czytelni Ludowych. 